# Damned in Black
Damned in Black es el sexto álbum de la banda noruega de black metal, Immortal, y el primero con el bajista Iscariah. Fue el último álbum de la banda con la discográfica francesa Osmose Productions. 
El estilo musical de este álbum aún mantiene el carácter épico de At the Heart of Winter, pero acercándose notablemente al thrash metal.  

## Grabación y publicación
En octubre de 1999, Immortal se metió en los estudios Abyss del productor Peter Tägtgren para comenzar a grabar temas para su nuevo álbum. La grabación terminó a comienzos de febrero del año siguiente y el 5 de abril Damned In Black fue publicado.
Una edición digipak limitada y una caja de edición especial fueron publicadas. También fue lanzada una edición en vinilo numerada a mano por Osmose Productions, que más tarde sería relanzado en 2005.

## Lista de canciones
| N.º | Título                                   | Letras  | Música        | Duración |  |
| 1.  | «Triumph»                                | Demonaz | Abbath, Horgh | 5:41     |  |
| 2.  | «Wrath from Above»                       | Demonaz | Abbath, Horgh | 5:46     |  |
| 3.  | «Against the Tide (In the Arctic World)» | Demonaz | Abbath, Horgh | 6:03     |  |
| 4.  | «My Dimension»                           | Demonaz | Abbath, Horgh | 4:32     |  |
| 5.  | «The Darkness That Embrace Me»           | Demonaz | Abbath, Horgh | 4:38     |  |
| 6.  | «In Our Mystic Visions Blest»            | Demonaz | Abbath, Horgh | 3:11     |  |
| 7.  | «Damned In Black»                        | Demonaz | Abbath, Horgh | 6:52     |  |

## Créditos
- Abbath– guitarra y voces
- Horgh – batería
- Iscariah – bajo
- Demonaz – letras

### Producción
- Peter Tägtgren - producción y mezcla final
- Horgh/Abbath - producción

## Posiciones en las listas
Damned In Black fue el primer álbum de Immortal en entrar en la lista de Alemania, desde entonces ha permanecido con cada nuevo álbum en esta lista.
| Año  | Álbum           | Lista                                | Posición |
| ---- | --------------- | ------------------------------------ | -------- |
| 200o | Damned In Black | Lista oficial de álbumes en Alemania | No. 95   |